# Rivadavia (departamento de Santiago del Estero)
Rivadavia é um departamento da Argentina, localizado na província do Santiago del Estero.